# WWE 2K
WWE 2K (раніше відома, як WWF/E SmackDown!, SmackDown! vs. Raw або просто WWE) — серія ігор, створена Yuke’s, що випускалася компанією THQ, аж до свого банкрутства. 2K Sports підтримала розробку гри у 2013 році, продовжуючи її існування. Гра створена по мотивах реслінг-шоу, всесвітньо відомого реслінг-просування WWE.
Серія була розпочата з гри WWF SmackDown! у 2000 році, і розроблялася ексклюзивно для лінійки Sony PlayStation. Починаючи з WWE SmackDown! vs. Raw, випущеної в 2004 році, гра стала розроблятися для інших домашніх консолей, включаючи PlayStation Portable, Xbox 360, Nintendo DS і Wii, а також для мобільних платформ.
В Японії гра випускалася під назвою Exciting Pro Wrestling до 2005 року. Починаючи з SmackDown vs. Raw 2006, THQ стали видавати гру в Японії під загальною назвою. Гра була сприйнята досить тепло, а WWE SmackDown vs. Raw 2009 було поставлено на 31 і 28 місця в списку IGN «100 кращих ігор». WWE SmackDown vs. Raw 2009 продалася краще всіх ігор серії - тільки в 2009 було продано 47 мільйонів копій.

## Розробки
Усі ігри серії WWE 2K до 2019 року були створені Yuke’s та Visual Concepts і опубліковані 2K Sports. Компанія THQ була видавцем гри періодом з 2000 по 2012 роки. Основний ігровий движок базувався на японській відеогрі з боротьби Toukon Retsuden, яка також була розроблена Yuke’s. До виходу SmackDown! vs. Raw, єдиним можливим спілкуванням у сезонному режимі були субтитри. Проте усе змінилося з виходом WWF/E SmackDown!. Суперзірки WWE записували голосові фрази персонажам, які гравці могли використати під час поєдинку.
Студії  Yuke’s в Йокогамі, Японія, працювали з власниками WWE для створення сюжетних ліній (сезонних режимів) в грі. У 2007 році популярність гри зросла, тому компанія створила різні копії кодів, які підтримували інші консолі. Через це Yuke’s приєднала новий ігровий движок, який був кращим у всіх аспектах але не стабільним. Впродовж цього періоду розробники перевіряти гру на наявність помилок і багів, паралельно створюючи нові сюжети гри. Поліпшення, яке щороку робить Yuke’s з кожним випуском гри WWE 2K, - це кількість полігонів для 3D-моделей суперзірок у кожній грі.

## Ігровий процес
З виходом SmackDown! vs. Raw було представлено нову механіку гри, нову методику управління, нове виконання захватів і ударів. Апдейт носив назву «Ultimate Control Moves». На відміну від минулої серії гри, де гравцеві було потрібно лише дві кнопки - захвата і удара, в новій було представлено можливість вибору точки захвату і продовження атаки після прийому. Наприклад, гравець обрав позицію для захвата з прогибом і після цього використовув прийом, який вибрав сам гравець. До виходу WWE SmackDown vs. Raw 2008, гравці вимагали розробників створити нову систему силових захватів. І уже в наступній версії гри, можна було використовувати нову механіку, за допомогою ручки на геймпаді, щоб змусити суперника здатися.
Перед початком нової гри на екрані відображалися усі травми, які получив реслер під час поєдинків. Чим більше пошкоджена ця частині тіла, тим ефективніший захват на цій ділянці. Кольори показували рівень критичності рани і наскільки вони є серйозними - жовтий показував мінімальне пошкодження, оранжевий - не дуже серйозне пошкодження, червоний - серйозне пошкодження. В SmackDown vs. Raw 2010 цієї системи травмів не було. Гравці могли визначити ушкодження лише судячи з екрану за що ухопився реслер. Якщо він тримався рукою тулуба отже, травма або коли реслер хромав на одну з ніг, це наголошувало на травму. В WWE '12 система травм вернулася але зовсім по-іншому. Тепер гравець, при натисканні на клавішу може побачити пошкодження суперника, а свої лише по поведінці реслера перед матчем. В грі присутні чотири основні види перемог - нокаут, утримання, силовий захват, за рахунком, також існує нічия. З появою рефері, у серії WWF SmackDown! Just Bring It, можна перемогти, через дизкваліфікацію суперника. Також в інших режимах гри можна перемагати по-іншому, усе залежало від правил та особливостей вибору режиму гри.
Реліз WWE SmackDown! vs. Raw пропонував вибір персонажів серед  двох категорій - позитивними і негативними. Вибір впливав на подальшу долю гравця, його особливі навички і прийоми, а також  сприйняття публіки. Негативний персонаж, може використовувати заборонені удари, нападати на суддю, атакувати предметами(стілець, драбина, стіл, канат рингу), натомість позитивний - гратиме чесно, за це його підбадьорюватимуть глядачі, які слідкують за поєдинком. У вирішальній грі є можливість зробити коронний прийом, який залежить від вибору персонажа. Позитивний зробить чесний і дивовижний удар або захват, негативний - може вдарити між ніг або задушити реслера.
Реліз WWE SmackDown! vs. Raw 2006 добавив у гру нову функцію витривалості. На екрані відображався відрізок, кожний елемент удару, прийому або швидкого переміщення, зменшував значення витривалості. Перебуваючи  в стані спокою відрізок накопичувався і вертався у попереднє значення. Коли запас витрачався, рухи ставали повільнішими, неможливо було використовувати усі прийоми. Витративши весь запас, реслер падав на коліна і вставав лише тоді, коли появилося мінімальне значення витривалості. З релізом WWE SmackDown vs. Raw 2008 систему витривалості видалили і замінили на стандартну.
Розробники створили нові правила захватів з виходом WWE '12. Гравці використовували удари на основі фізичного стану персонажа. Появилися нові способи атаки супротивника,коли той лежав на землі. Удосконалили систему захватів - тепер складніше вибратися реслеру, який має травму. Повернулася можливість кражі коронних прийомів. Система англ. «Comeback» дозволяла використовувати набір певних комбінацій, правильно виконавши які, персонаж отримував можливість коронного або завершального прийому. Моменти «OMG!» були представлені в новій WWE '13 - до них можна віднести пролом огорож рингу або коментаторського столу. Вагові категорії теж отримали оновлення - тепер персонажі такі, як Рей Містеріо не зможуть підняти таких, як Біг Шоу. Захвати тепер залежатимуть не тільки від загального пошкодження тіла реслера, але і від сили проведення прийому перед захватом. У серії WWE SmackDown! vs. Raw було дозволено вибрати реслера і взяти участь у режимі, позначеному «Сезон». В цьому режимі гравці проходять разом з іншими гравцями тернистий шлях до вершини, добиваючись поваги колег-реслерів та створюючи особисту популярність серед фанатів.

Режим

### Режим "General Manager Mode"
Починаючи з WWE SmackDown! vs. Raw 2006, був введений режим «General Manager Mode». Це дозволяло гравцеві виступати генеральним менеджером брендів Raw або SmackDown. Вибравши бренд у драфті WWE або використовуючи список за замовчуванням, гравці починають календарний рік з управління Superstars та Divas. Вони бронюють матчі, встановлюють суперництва та інші варіанти, щоб спробувати завоювати фанатів WWE, підтримайте свій бренд. Гравці повинні управляти фінансами, укладати контракти або звільняти суперзірок і намагатися робити кращі матчі, ніж їхні суперники. Наприкінці року на WrestleMania Вінс Макмен вручить нагороду ''The General Manager of the Year''.
Режим був видалений з початком серії гри WWE SmackDown vs. RAW 2009.
Режим був повернений з виходом нової частини WWE 2K22, але під новою назвою MyGM

### Режим''Universe mode''
Видаливши «General Manager Mode» розробники у серію WWE SmackDown! vs. Raw 2011 додали режим «Universe mode». Режим створює сюжетні лінії та розкриваю суперництво між борцями на основі поєдинків та інтегрує медіа сцени. Ці вирізані сцени випадково з'являються до, під час та після матчу. У WWE '12 чемпіонати не могли вмикати та вимикати кат сцени більшість борців. WWE '13 представив можливість виключати травми суперників, а також зміни команд, реакції натовпу.  У WWE 2K15 було створено секретні вправи, які розблоковувалися за допомогою певних дій в цьому  режимі, усіх секретів нараховувалось приблизно 300. У WWE 2K19 опцією ''гроші в банку'' були розширені до грошових вкладок середнього, попереднього та післяматчевого готівкових грошей; також гравець може переключити управління суперзіркою, коли призупиняє гру.

### Режим''2K Towers''
Режим був введений у серію гри WWE 2K19, багато дебютували вежі типу Gauntlet і Step і Mill Dollar Challenge. У WWE 2K20 режим гри повертається, хоча є одна вежа під назвою "Roman's Reign" з використанням розповідних сюжетів від Романа Рейнса про його матчі від Extreme Rules 2013 до Stomping Grounds у 2019.

Битва реслерів в режимі

### Режим''Season»''
Режим «Season» (англ. «Сезон» або «Кар'єра») вперше з'явився в серії «WWF SmackDown!» і продовжив свій розвиток у «WWE Raw» і «WWE SmackDown! vs. Raw» аж до 2010 року. На відміну від «WWE Universe» в режимі «Season» неможливо було запланувати поєдинки, за гравця це робив комп'ютер(сам гравець може вибрати персонажа, за якого він буде проводити бої). Також можливо проводити поєдинки у двох, трьох і навіть вчотирьох, але кожний за свого реслера.

### Режим''Road to WrestleMania''
Починаючи з серії WWE SmackDown vs. Raw 2009 появився режим «Road to WrestleMania» і випускався в усіх наступних серіях, включаючи WWE '12. В цій частині гравцеві потрібно проходити різні сюжетні лінії, окремо для усіх персонажів. Режим можна проходити в двох, але через простоту, зменшену аркадну візуалізацію кількість користувачів цього режиму зменшилась.

### Режим''Demonstration''

Особливістю режиму

У кожній грі серії, крім інших режимів, існував режим «Демонстрація», в якій доступні всі можливості для певного типу матчу. Основними вважалися ігри 1 на 1, де гравець вибирав реслера і боровся або з штучним інтелектом, або з іншими гравцями. Також існують парні бої, де гравці об'єднувались і для бою проти іншої пари. Командні бої могли бути 2 на 2 так і 3 на 3  На відміну від простих матчів існували бої без правил - матчі з столами, стільцями, драбинами та іншими предметами(палками, баками, гітарами, залізними запчастинами). Ігри в клітці окремий вид. Існує три способи перемогти, перший - просто вибратись за площину клітки, другий - щоб виграти потрібно побороти свого супротивники любим способом чи нокаутом чи силовим захватом, покинути клітку неможливо, адже вона набагато ширша і вища, третій - називається «Elimination Chamber». Поєдинок починається з боротьби двох гравців, пізніше залучаються по черзі ще чотири, основна ціль залишитися одним в клітці (до речі, цей режим вперше з'явився в грі WWE SmackDown! Here Comes the Pain).. Також в кожному матчі існує «Royal Rumble»,оснований на реальному WWE бою - цілю вважається залишитися одним серед дев'яти, двадцяти дев'яти, тридцяти дев'яти суперників(Також в WWE '12 вперше появився бій на 40 чоловік). В 2009 році появився режим «Inferno», головні ціль викинути суперника через канати, особливістю режиму є вогонь довкола рингу. В SmackDown vs. Raw 2010 режим перейменували на «Грати\Гра».

### Мережева гра
Мережева гра вперше з'явилася в WWE SmackDown! vs. Raw, і була доступна власникам Sony PlayStation 2 і мережевого адаптера до неї. Гра по мережі була не повноцінною, існувало лише два режими 1 на 1, а також «Bra and Panties» матч, в якому, граючи за реслера, ви повинні зняти якомога більше одягу з суперника. З релізом WWE SmackDown! vs. Raw 2006 у мережевому режимі з'явилося більше різновидів матчів, з'явився захист досягнутих вами титулів і підтримка чотирьох гравців одночасно. Вихід WWE SmackDown! vs. Raw 2008 року на консолі Xbox 360 (на PS3 ця можливість з'явилася лише в наступній серії гри), гравці могли вибирати музику з жорсткого диска їх консолі і імпортувати в гру, після чого застосовувати її для виходу рестлера на ринг.

## Історія
Оригінальний WWF SmackDown! була однією з найпопулярніших ігор для консолі PlayStation у 2000 р., продавши понад 975 000 одиниць для PlayStation  і продавши понад мільйон примірників у США. Гра втратила привабливість через відмову усталеного сезонного режиму, який визнали "невтішним". Режим сезону критикували за відсутність поглиблених сюжетних ліній та те, як суперзірки говорили в режимі сезону, через "гнилі лінії" та "заблокований текст".
WWF SmackDown! 2: Know Your Role отримав кращий прийом, ніж перша гра WWE SmackDown, оскільки IGN заявив, що режим сезону "насправді працює належним чином", хоча звук гри відсутній, оскільки коментарів не було, а до загальної музики була включена лише загальна музика гра. WWF SmackDown! Just Bring It, за даними IGN, мало що покращило сезонний режим гри  тоді як GameSpot заявив, що додавання звукових коментарів погіршує досвід гри.
WWE SmackDown! Shut Your Mouth та WWE SmackDown! Here Comes the Pain отримав більше позитивних відгуків як від IGN, так і від GameSpot, обидва з яких назвали розширений режим сезону покращенням, хоча недоліки все ще були помітні в режимі. Він покращився порівняно з попередніми трьома WWF SmackDown! ігор, як це писали фактичні автори сюжетних ліній WWE. В обох іграх також звучала загальна музика, хоча якість її покращилася. Заткни рот мало що покращило у коментарі, який потім був повністю видалений з " Тут приходить біль" .WWE SmackDown! vs. RAW отримав більш позитивний відгук, ніж попередні ігри, оскільки GameShark заявив, що це "чудове нове видання для родини SmackDown !, яке пропонує витончену графіку, значно вдосконалений ігровий процес та безліч інших чудо-чудових свинців ".
WWE SmackDown! vs. RAW 2006 отримав позитивний відгук та оцінку 9,2 / 10 від IGN завдяки додаванню матчів, режиму генерального менеджера та здатності захищати чемпіонати у виставковому режимі.
SmackDown vs. RAW 2007  отримав позитивні відгуки після звільнення. Згідно з агрегатором огляду відеоігор Metacritic, WWE SmackDown vs. Raw 2007 отримав схвальні відгуки на всіх платформах. У Японії Famitsu поставив йому вісімку і три сімки для версії Xbox 360  та одну п’ять, одну сім і дві шістки для версії PSP. Гра отримала похвалу за презентацію та велика кількість контенту, але була піддана критикою за глюки, в тому числі коментарів і кільце оголошуючи проблеми, і виявлення зіткнень проблем, з борцями можливості пропустити сходження займаної сходи, роблячи матч Money In The Bank надзвичайно важко. Наприклад, якщо один борець перебуває на вершині сходів, інший борець може раптово збити його, навіть не піднявшись по сходах.
WWE SmackDown vs. RAW 2008 отримав більше негативних відгуків через відсутність привабливого режиму сезону та незначне вдосконалення функцій, за винятком "Рухів остаточного контролю", "Системи боротьби" та збігів Екстремальних правил ECW.
WWE SmackDown vs. RAW 2009 був оцінений 31-м та 28-м місцями (відповідно Xbox 360 та PlayStation 3 ) у списку "100 найкращих ігор" IGN . Він є однією з найбільш продаваних франшиз для відеоігор, оскільки станом на 2013 рік було надіслано 60 мільйонів копій.
WWE SmackDown vs. RAW 2010 був зустрінутий переважно позитивним сприйняттям з боку численних видань відеоігор . GameRankings та Metacritic дали йому оцінку 81,29% та 80 зі 100 для версії Xbox 360; 80,60% та 81 зі 100 для версії PlayStation 3; 79% та 78 із 100 для версії Wii; 76% та 76 із 100 для версії PlayStation 2; 73,29% та 75 із 100 для версії DS; 71% та 71 із 100 для версії PSP; та 48,33% та 42 із 100 для версії iOS.
WWE SmackDown vs. RAW 2011після звільнення зустріли позитивний до змішаного прийому. GameRankings та Metacritic дали йому оцінку 80% та 80 зі 100 для версії PlayStation 2; 77,47% та 74 зі 100 для версії PlayStation 3; 76,84% та 75 зі 100 для версії Xbox 360; 74% та 72 зі 100 для версії Wii; та 60% та 62 із 100 для версії PSP. Грег Міллер з IGN дав версії гри для PS3 та Xbox 360 вісім з десяти. Він високо оцінив ігровий режим і анімацію борця, але критикував обмеження режиму "Дорога до WrestleMania" та неточні коментарі. Крім того, він заявив, що система боротьби може часом "засмучувати". Однак Міллер дав версії гри Wii 7,5 з десяти. Він згадував ті самі зауваження з версій PS3 та Xbox 360, але також критикував графіку. Кріс Уоттерс з GameSpot оцінив версії PS3 та X360 семи з десяти, схвалюючи можливості налаштування гри, одночасно знаходячи недоліки у виявленні зіткнень гри та відставанні під час багатокористувацьких онлайн-ігор. Він також стверджував, що серіал починав "показувати свій вік". Версії WWE '12 для Xbox 360 та PlayStation 3 отримали неоднозначні відгуки. IGN поставив гру 9,0 з 10, заявивши, що зміни в геймплеї "вдихають нове життя в її основну механіку". Майк Д'алонцо з G4 назвав це "найкращою грою у боротьбі, коли-небудь створеною". Однак Енді Хартуп із комп’ютерних та відеоігор дав грі 6,7 із 10 і написав, що гра «пропонує трохи більше, ніж новий блиск, намальований на старому продукті». Ден Райкерт із Game Informer повторив цю думку, заявивши: "Завдяки суто зниженому режиму історії та відсутності істотних удосконалень, це найслабший титул WWE за останні роки".

## Додаткові посилання
- Офіційний сайт [Архівовано 28 жовтня 2020 у Wayback Machine.]